# دلشدگان (موسیقی متن)
دلشدگان، نام آلبومی است با صدای محمدرضا شجریان و آهنگسازی حسین علیزاده. پیش از انتشار این آلبوم، تمام آوازها و تصنیف‌های آن در فیلمی با همین نام ساختهٔ علی حاتمی استفاده شده بود. 

## شرح

### هنرمندان
- آواز: محمدرضا شجریان
- موسیقی: حسین علیزاده
- طرح: مرتضی ممیز[۲]
- عکس: عزیز ساعتی
- صدابردار: حسن عسگری

### فهرست
روی نخست:
- تار و پود
- گلچهره
  - تصنیف دشتی
  - شعر از: فریدون مشیری
- مرثیه
- گلچهره
- تاروپود
- خیال
- عروسی
- ضیافت
- پیمانهٔ عشق
  - تصنیف سه گاه
  - شعر از فریدون مشیری
- دلشدگان
- تصنیف دلشدگان
  - تصنیف عراق ماهور
  - شعر از فریدون مشیری و علی حاتمی
- امید عشق

روی دوم: 	 	 
- رویای تنبک
- خاطره
- پاسبان حرم دل
  - ساز و آواز شوشتری
- تصنیف امید عشق
  - تصنیف شوشتری
  - شعر از مشیری
- عروج
- غلام چشم‌آذر
  - بیات ترک
  - غزل حافظ
- بازگشت
- مرثیه
- همدلی
- وداع
- مارش عزا
- گلچهره
  - شعر از علی حاتمی

## ترانه‌ها

### ترانهٔ یکم: رهزن اهل هنر
آواز سه گاه (مخالف)، شعر سه بیت آخر از حافظ.

(دوبیتی)

گر ز حال دل خبر داری بگ‍‍و

ور نشانی مختصر داری بگو

مرگ را دان‍‍م؛ ول‍‍ی تا ک‍‍وی دوست

راه اگر نزدیکتر داری بگو

(مخالف)

ارغنون ساز فلک رهزن اه‍‍ل هنر است

ارغنون ساز فلک؛ رهزن اهل هن‍‍ر است

چون از این غصه ننالی‍‍م

چون از ای‍‍ن غصه ننالیم چرا نخروشی‍‍م

(مخالف)

گل به جوش آمد و از می نزدی‍‍مش؛ آب‍‍ی

لاجرم؛ زآتش حرم‍‍ان و ه‍‍وس م‍‍ی‌ج‍‍وش‍‍ی‍‍م

(مخالف)

ح‍‍اف‍‍ظ؛ این حال عج‍‍ب با که توان گ‍‍فت

ب‍‍ا که توان گفت؛ که م‍‍ا

بل‍‍بل‍‍ان‍‍‍ی‍‍م

بلبل‍‍انیم؛ که در موسم گ‍‍ل خام‍‍وش‍‍یم

### ترانهٔ دوم: پاسبان حرم دل
آواز شوشتری، شعر دو بیت اول از حافظ.

(شوشتری)

ادامه شعر از "علی تراب جهرمی" '

پاسبان، حرم، دل شده‌ام؛ شب، همه شب؛ شب، همه شب

پاسبان حرم دل، شده‌ام؛ شب همه شب

تا در این، پرده؛ جز اندیشه او نگذارم

(شوشتری)

دیده بخت، به افسانه او شد در خواب

دیده بخت، به افسانه او، شد در خواب

کو، نسیمی، ز عنایت، که کند بیدارم

(شوشتری)

یارم به یک لا پیرُهن؛ خوابیده زیر، نسترن

یارم به یک لا، پیرُهن؛ خوابیده زیر، نسترن

ترسم که بوی، نسترن؛ مست است، و هشیارش کند

ترسم که بوی، نسترن؛ مست است، و هشیارش کند

(شوشتری)

ای آفُتاب؛ آهسته نه؛ پا در حریم، یار من

ترسم صدای، پای تو؛ خواب است، و بیدارش کند

ترسم صدای، پای تو؛ خواب است، و بیدارش کند

(شوشتری)

ای آفُتاب؛ آهسته نه؛ پا در حریم، یار من

ترسم صدای، پای تو؛ خواب است، و بیدارش کند

خواب است، و بیدارش کند

خواب است، و بیدارش کند

### ترانهٔ سوم: غلام چشم
آواز بیات ترک، شعر از حافظ.

(شهابی با اندکی تغییر)

مرا چشمیست، خون‌افشان ز دست آن کمان، ابرو

جهان بس، فتنه خواهد دید؛ از آن چشم و از آن ابرو

جهان بس، فتنه خواهد دید؛ از آن چشم و از آن ابرو

(درآمد بیات ترک)

غلام چشم آن ترکم؛ که در خواب، خوش مستی

نگارین گلشنش روی است و؛ مشکین سایبان، ابرو

(درآمد بیات ترک)

تو کافر دل نمی‌بندی نقاب زلف و می‌ترسم

که محرابم بگرداند خم آن دلستان، ابرو

(جامه‌دران)

اگر چه، مرغ زیرک بود حافظ؛ در هواداری

به تیر غمزه صیدش کرد چشم آن کمان‌ابرو

(قطار)

غلام چشم آن ترکم؛ که در خواب خوش مستی

نگارین گلشنش، روی است و مشکین سایبان‌ابرو